# (18524) Tagatoshihiro
(18524) Tagatoshihiro est un astéroïde de la ceinture principale.

## Description
(18524) Tagatoshihiro est un astéroïde de la ceinture principale. Il fut découvert le 6 novembre 1996 à Kitami par Kin Endate et Kazuro Watanabe. Il présente une orbite caractérisée par un demi-grand axe de 2,48 UA, une excentricité de 0,07 et une inclinaison de 5,5° par rapport à l'écliptique.